# 揚州 (古代)
揚州（ようしゅう）は、中国の歴史的な州の一つ。

## 概要
『書経』禹貢篇によると、上古の中国の九州のうち、揚州は北は淮水、南は海（南シナ海）にいたる地域とされている。
紀元前106年（元封5年）、漢の武帝が全国を13州に分割し、各州に刺史を置くと、揚州刺史部が置かれた。前漢の揚州は廬江・九江・会稽・丹陽・豫章・六安の6郡国を管轄した。
後漢のとき、揚州は九江・丹陽・廬江・会稽・呉・豫章の6郡92県を管轄した。194年（興平元年）、孫策が豫章郡を分割して廬陵郡を立てた。さらに孫権が208年（建安13年）に丹楊郡を分割して新都郡を立て、210年（建安15年）に豫章郡を分割して鄱陽郡を立てた。
257年（太平2年）、呉の孫亮が豫章郡を分割して臨川郡を立て、会稽郡を分割して臨海郡を立てた。260年（永安3年）、孫休が会稽郡を分割して建安郡を立てた。266年（宝鼎元年）、孫晧が会稽郡を分割して東陽郡を立て、呉郡を分割して呉興郡を立てた。267年（宝鼎2年）、豫章・廬陵・長沙の3郡を分割して安成郡を立てた。さらに廬陵郡を分割して廬陵南部都尉を立てた。呉の揚州は丹楊・呉・会稽・呉興・新都・東陽・臨海・建安・豫章・鄱陽・臨川・安成・廬陵南部の14郡を管轄した。江北の廬江郡と九江郡の地や合肥から北の寿春までの地は、魏の揚州に属した。
晋が呉を平定すると、安成郡を荊州に転属させ、丹楊郡を分割して宣城郡を立て、新都郡を新安郡と改称し、廬陵南部都尉を南康郡と改め、建安郡を分割して晋安郡を立て、丹楊郡を分割して毗陵郡を立てた。晋の揚州は丹楊・宣城・淮南・廬江・毗陵・呉・呉興・会稽・東陽・新安・臨海・建安・晋安・豫章・臨川・鄱陽・廬陵・南康の18郡173県を管轄した。
南朝宋のとき、揚州は丹陽・会稽・呉・呉興・淮南・宣城・東陽・新安・臨海・永嘉の10郡80県を管轄した。
南朝斉のとき、揚州は丹陽・会稽・呉・呉興・東陽・新安・臨海・永嘉の8郡を管轄した。
北魏のとき、揚州は梁・淮南・北譙・陳留・北陳・辺城・新蔡・安豊・下蔡・潁川の10郡21県を管轄した。
589年（開皇9年）、隋により呉州は揚州と改称された。この揚州については、揚州 (江蘇省)の記事を参照されたい。607年（大業3年）に州が廃止されて郡が置かれると、揚州が江都郡と改称された。
620年（武徳3年）、唐が杜伏威を降伏させると、丹陽郡江寧県に揚州が置かれ、江都郡は邗州と改められた。626年（武徳9年）、江寧県の揚州が廃止され、邗州が揚州と改称された。742年（天宝元年）、揚州は広陵郡と改称された。758年（乾元元年）、広陵郡は揚州の称にもどされた。揚州は江都・江陽・六合・海陵・高郵・揚子・天長の7県を管轄した。
北宋のとき、揚州は淮南東路に属し、江都県1県を管轄した。1135年（紹興5年）以降、揚州は江都・広陵・泰興の3県を管轄した。
1276年（至元13年）、元により揚州大都督府が立てられたが、江淮等処行中書省が置かれた。1278年（至元15年）、揚州路総管府と改められたが、淮東道宣慰司が置かれた。1282年（至元19年）、淮東道宣慰司は廃止され、揚州路総管府は江淮行省に直属した。1291年（至元28年）、河南江北等処行中書省に移管された。揚州路は直属の江都・泰興の2県と真州に属する揚子・六合の2県と滁州に属する清流・全椒・来安の3県と泰州に属する海陵・如皋の2県と通州に属する静海・海門の2県と崇明州、合わせて5州11県を管轄した。1366年、朱元璋により揚州路は揚州府と改められた。
明のとき、揚州府は南直隷に属し、直属の江都・儀真・泰興の3県と高郵州に属する宝応・興化の2県と泰州に属する如皋県と通州に属する海門県、合わせて3州7県を管轄した。
清のとき、揚州府は江蘇省に属し、直属の江都・儀徴・甘泉・東台の4県と高郵州に属する興化・宝応の2県と泰州、合わせて2州6県を管轄した。
1913年、中華民国により揚州府は廃止された。